# 日枝神社日本橋摂社
日枝神社日本橋摂社（ひえじんじゃにほんばしせっしゃ）は、東京都中央区日本橋茅場町の神社。千代田区永田町の日枝神社の境外摂社である。日本橋日枝神社（にほんばしひえじんじゃ）とも称される。

## 歴史
天正18年（1590年）、徳川家康の江戸入府に伴い、日枝神社の神輿が当地に安置されたのが起源である。安置された場所のことを「御旅所（おたびしょ）」という。現在でも隔年で開催される山王祭では、本社と当社間を神輿や山車が巡幸している。
江戸時代は、智泉院が当社の別当寺であったが、明治時代の神仏分離により、当社から切り離された。そして本社日枝神社の社格上昇に伴い、当社も整備されていった。

## 交通アクセス
- 茅場町駅より徒歩1分。